# اقتصاد لاسلطوي
الاقتصاد اللاسلطوي هو مجموعة من نظريات النشاط الاقتصادي وممارساته ضمن الفلسفة السياسية لللاسلطوية. باستثناء اللاسلطويين الرأسماليين، الذين يقبلون الملكية الخاصة لوسائل الإنتاج ولا يعتبرون جزءًا من الحركة اللاسلطوية، فإن اللاسلطويين مناهضون للرأسمالية، ويشار إلى اللاسلطوية عادة على أنها نظام اشتراكي دون دولة.
غالبًا ما تُعتبر اللاسلطوية أيديولوجية يسارية متطرفة، يعكس الكثير من اقتصادياتها وفلسفاتها القانونية تفسيرات معادية لكافة أشكال السلطوية والدولة، وتعتبر ليبرتارية مقارنة بالسياسات اليسارية والاشتراكية الراديكالية مثل الشيوعية والجماعية والسوق الحر والفردانية والتعاضدية والتشاركية والنقابية، من بين الفلسفات والنظريات الاشتراكية الليبرالية الأخرى. يجادل اللاسلطويون في أن مؤسسات هؤلاء المميزة تعزز وتعيد إنتاج مختلف أشكال النشاط الاقتصادي التي يعتبرونها قمعية، بما في ذلك الملكية الخاصة (الحديث هنا عن الملكية المنتجة وليس الملكية الشخصية)، وعلاقات الإنتاج الهرمية وجمع الإيجارات من الملكية الخاصة وجني الأرباح من التبادلات وجمع الفوائد من القروض.
يرى اللاسلطويون الطبقة الحاكمة، بما في ذلك الرأسماليين وملاك الأراضي وجميع الأشكال الأخرى للحكم الاجتماعي والاقتصادي القسري وغير الطوعي، حكامًا أساسيين للمجتمع ستعمل الإدارة الذاتية للعمال والتعليم الديمقراطي والإسكان التعاوني على إزالتهم جميعًا وإزالة سلطتهم معهم.

## نظرة عامة تاريخية

### وجهات النظر الأولى
يمكن تلخيص وجهات نظر وليام جودين وهو لاسلطوي إنجليزي من اللاسلطويين الأوائل في الاقتصاد على النحو التالي: «يتصور إمكانية التخصص في الحرف المختلفة، ما سيؤدي إلى متابعة المرء للمهمة التي يمتلك أكبر قدر من الكفاءة لإتمامها، فيوزع الفائض من منتجاته لمن يحتاجها ليحصل في المقابل على ما يحتاجه هو من الفائض الذي ينتجه جيرانه، على أن يكون التوزيع دائمًا مجانيًا وليس تبادليًا. من الواضح أنه على الرغم من تكهناته بشأن مستقبل الآلات، إلا أن مجتمع جودين المثالي يقوم على اقتصاديات الحرف اليدوية والزراعة».

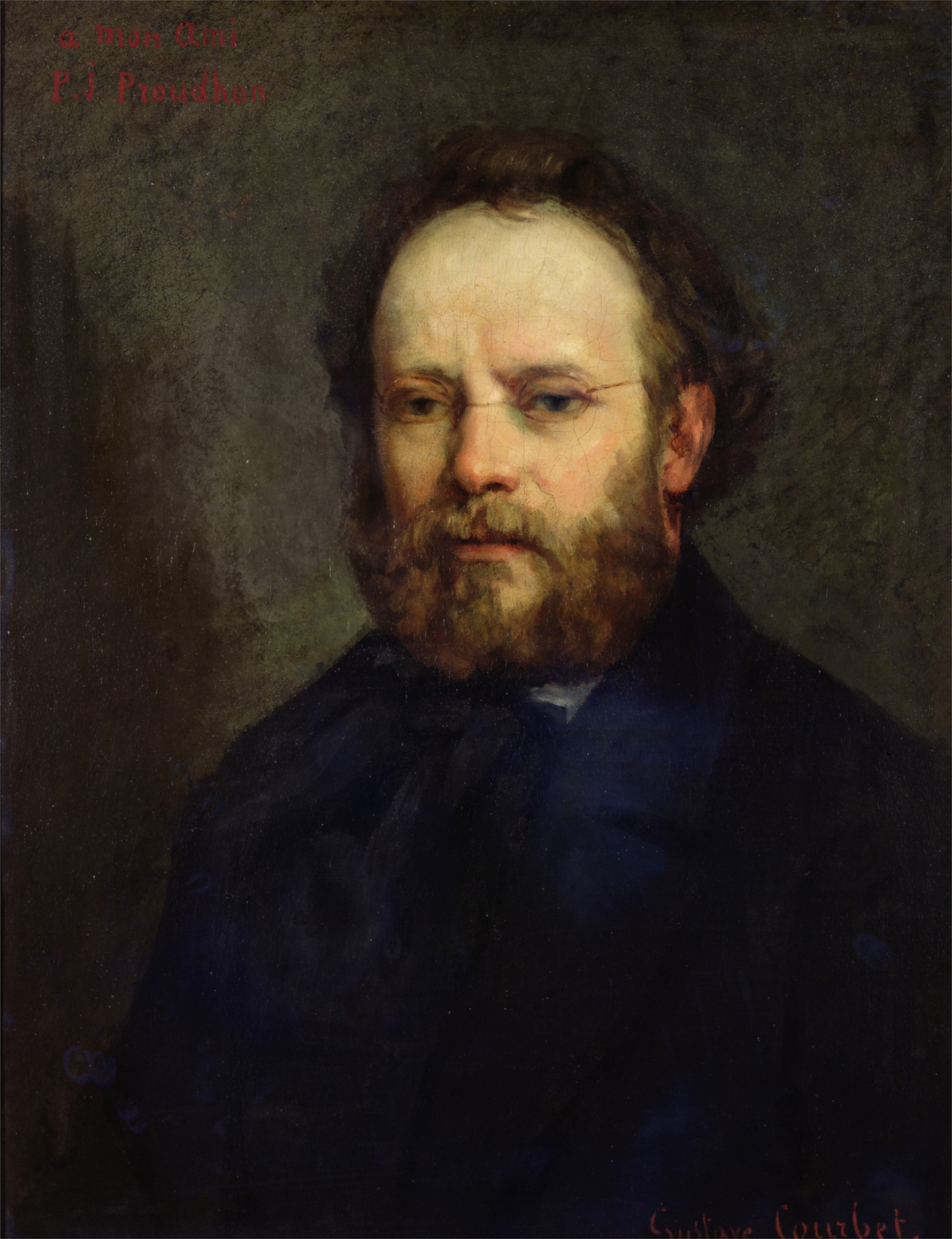
بيير جوزيف برودون

بالنسبة للفيلسوف اللاسلطوي الفرداني الألماني المؤثر ماكس شتيرنر، «الملكية الخاصة عصابة» تعيش بنعمة القانون وتصبح «ملكًا لي» فقط عبر تأثير القانون. بعبارة أخرى، الملكية الخاصة موجودة فقط من خلال حماية الدولة ومن خلال بركتها». وإدراكًا لحاجتها إلى حماية الدولة، يدرك شتيرنر أيضًا أن المواطنين الصالحين لا يرون أي فرقٍ بمن يحميهم، سواء كان حاكمًا مطلقًا أم ملكًا دستوريًا أم نظامًا جمهوريًا. كل ما يهم المواطن الصالح هو أن تكون ملكيته محمية.
كان بيير جوزيف برودون متورطًا مع متعاضدي ليون واعتمد لاحقًا الاسم لوصف تعاليمه الخاصة. في «ما هي التعاضدية؟»، يقدم كلارنس لي سوارتز رأيه الخاص عن أصل هذا المصطلح، مدعيًا أن كلمة «التعاضدية» يبدو أن جون جراي، وهو كاتب إنجليزي، كان أول من استخدمها عام 1832. عارض برودون الامتياز الحكومي الذي يحمي الرأسمالية والمصارف ومصالح ملاك لأراضي وكذلك مراكمة أو حيازة الممتلكات (وأي شكل من أشكال الإكراه الذي أدى إلى ذلك) والذي يعتقد أنه يعيق المنافسة ويحافظ على الثروة في أيدي الأقلية.
فضّل برودون حق الأفراد بالاحتفاظ بناتج عملهم كممتلكات خاصة، لكنه اعتقد أن أي ممتلكات بخلاف تلك التي أنتجها الفرد هي ممتلكات غير شرعية. وهكذا رأى أن الملكية الخاصة ضرورية للحرية ولكنها طريق إلى الطغيان في الوقت عينه. تكون ضرورية عندما تنتج عن عمل وتكون ضرورية لإتمامه، وتؤدي للطغيان إذا نتج عنها استغلال (أرباح أو فائدة أو بدل إيجار أو ضرائب). عامة، أطلق برودون على الشكل الأول «حيازة» وعلى الثانية «الملكية». بالنسبة للصناعات واسعة النطاق، دعم حلول جمعيات العمال محل العمل بأجر، كما عارض ملكية الأرض.
يُنظر لجوسيا وارن على أنه أول لاسلطوي أمريكي، وكانت الجريدة الأسبوعية المكونة من أربع صفحات التي تولى تحريرها خلال عام 1833، «الثوري السلمي»، أول دورية لاسلطوية نُشرت. وصف وارن عبارة «التكلفة حدّ السعر»، لا تشير فيها عبارة «التكلفة» إلى السعر النقدي المدفوع إنما العمل والمجهود الذين بذلهما العامل لإنتاج السلعة. لذلك اقترحت نظامًا للدفع يعتمد شهادات تشير لعدد ساعات العمل التي يقوم بها العامل بدل استخدام النقود، يمكنهم مبادلتها في المتاجر المحلية مقابل البضائع التي تستغرق نفس الوقت لإنتاجها.
وضع وارن نظرياته قيد الاختبار، فأنشأ «محل العمل مقابل العمل» كتجربة، وأسماه متجر سينسيناتي تايم. سُهّلت في هذا المتجر التجارة بشهادات مدعومة بوعد بأداء العمل. أثبت المتجر نجاحه وظل عاملًا لمدة ثلاث سنوات ثمّ أغلق بعدها حتى يتمكن وارن من إنشاء مستعمرات قائمة على التبادلية.
في أوروبا، كان جوزيف ديجاك، أحد أوائل الشيوعيين اللاسلطويين، أول شخص يصف نفسه بأنه «ليبرتاري». على عكس برودون، جادل ديجاك بأن «العامل لا يحصل على حقه من ناتج عمله، إنما يحصل عليه لتلبية احتياجاته مهما كانت طبيعتها». بالعودة إلى نيويورك، تمكن من نشر كتابه في دورية «لو ليبرتير»، صحيفة الحركة الاجتماعية. نُشرت صحيفة ليبرتير في سبعة وعشرون إصدارًا منذ 9 يونيو 1858 حتى 4 فبراير 1861، وكانت أول مجلة شيوعية لاسلطوية تُنشر في الولايات المتحدة.

## أنظمة اقتصادية نظرية

### أنظمة اقتصادية نظرية ما بعد كلاسيكية

#### لاسلطوية السوق الحر
لاسلطوية السوق الحر، القائمة على النظريات الاقتصادية للتبادلية واللاسلطوية الفردانية، هي إعادة إحياء نظريات السوق اللاسلطوية الحرة تلك. تشمل لاسلطوية السوق الحر نظريات اقتصادية متنوعة مثل تلك التي اقترحها اللاسلطويون الفردانيون والاشتراكيون الليبراليون مثل الأوروبيين إميل آرماند وتوماس هودجسكين وميغيل جيمينيز إغوالادا وبيير جوزيف برودون، أو الأمريكيين ستيفن بيرل أندروز وويليام باتشيلدر جريني وليساندر سبونر وبنجامين تاكر جوسيا وارن من بين آخرين، إضافة لمختلف المناهضين للرأسمالية والليبراليين اليساريين ولاسلطويي السوق اليساريين مثل كيفين كارسون وغاري تشارتير وتشارلز دبليو جونسون وصامويل إدوارد كونكين الثالث ورودريك تي لونج وشيلدون ريتشمان وكريس ماثيو سيابارا إضافة إلى براد سبانجلر.
تدعو اللاسلطوية الرأسمالية إلى القضاء على القطاع العام لصالح نظام اقتصادي يعمل بنظام مبدأ عدم التدخل وترتبط بأفراد مثل ديفيد د. فريدمان وموراي روثبورد. في المجتمع اللاسلطوي الرأسمالي، يُموّل إنفاذ القانون والمحاكم وجميع الخدمات الأمنية الأخرى من السوق بدل الضرائب، وتوفّر الأموال بشكل خاص وتنافسي في سوق مفتوح. تطورت اللاسلطوية الرأسمالية من اقتصاديات المدرسة النمساوية ومن دراسة القانون والاقتصاد ونظرية الخيار العام. ولأن أرباب العمل يُصنَّفون حكامًا في علم الاجتماع السياسي وطبعًا في النظرية اللاسلطوية، لا يربط اللاسلطويون اللاسلطوية الرأسمالية بالفكر اللاسلطوي ولا يعترفون بها. انتقد اللاسلطويون الاعتقاد القائل بأن قوات الشرطة وحفظ الأمن ضرورة، واعتبروها نوع من تطبيق قانون السلطة المركزية وهو ما يرفضونه، حتى لو كان لمكافحة الجريمة، وسواء خُصخصت هذه القوة أو بقيت بيد السلطة، لأنهم يعتبرونها مجموعة احتكار للقوة أو لهذا النوع من القوة. يرفض أغلب النظريين اللاسلطويين اعتبار اللاسلطوية الرأسمالية جزءًا من الحركة اللاسلطوية، لأن اللاسلطوية كانت تاريخيًا حركة مناهضة للرأسمالية وترى نفسها متعارضة مع مبادئها.
بينما استوحى من اللاسلطويين الفردانيين أمثال ليساندر سبونر وبنجامين تاكر الذين تبنّيا التبادلية وانتقدا العمالة مقابل أجر، جادل روثبارد بأن اللاسلطوية الفردانية تختلف عن الرأسمالية وعن اللاسلطوية الرأسمالية لأن اللاسلطويين الفردانيين تمسّكوا بنظرية قيمة العمل وبالمذاهب الاشتراكية.